# Ejler Brockenhuus
Ejler Brockenhuus, né vers 1540 et mort au plus tôt en 1607, est un noble danois de Funen qui a été connu essentiellement pour sa vie débauchée et sa fin tragique.

## Biographie
Il est le fils de Claus Brockenhuus (mort en 1566) et de Marine (Maren) Eilersdatter Friis av Hesselager (morte en 1576).
Selon la légende, les gens ordinaires de Fionie, racontaient comment Eiler Brockenhuus a expérimenté le pouvoir de la poudre à canon en faisant exploser un ramoneur, comment il a maltraité ses sujets et a violé et tué sa sœur. Dans l'église paroissiale de Rørup, il aurait invité des gens à ses propres funérailles, pour ensuite sortir soudainement du cercueil pendant la cérémonie commémorative, à la grande horreur de son entourage.
Peu de temps après la mort de son père, il épouse Tale Mouridsdatter Emmiksen til Jerstrup. À la mort de son beau-frère Otte Emmiksens en 1579, il séduit sa veuve Margrethe Rantzau et en a un enfant. Il existe des sanctions sévères pour des relations aussi étroites et lorsque le roi Frederic II entend les rumeurs, il ordonne que le couple soit convoqué au prochain jour du Seigneur. Ils s'enfuient cependant, mais retournent bientôt au hameau de Søndergaarde où Brockenhuus aurait alors maltraité sa femme et proféré des menaces contre le roi et les autorités locales. On raconte également qu'il avait eu un enfant avec sa sœur et les avait tué tous deux, et qu'en 1576 il aurait également tué sa mère. Brockenhuus est alors arrêté et emmené au château de Copenhague.
Il est décidé qu'il sera poursuivi au Herredag (no) d'Odense en 1584, mais les interrogatoires préliminaires révèlent tellement d'histoires embarrassantes sur sa vie licencieuse et celle de ses sœurs que le roi renonce à engager des poursuites publiques. Au lieu de cela, il est transféré à la prison du château de Dragsholm en Zélande. De là, il écrit de longues lettres aux conseillers du gouvernement et plus tard au roi Christian IV. Dans l'une de ses lettres, il accuse le Riksdag d'être responsable de la mort de Frédéric II et d'avoir des projets similaires avec Christian IV. La peine est ensuite été commuée en réclusion à perpétuité. En 1606, il reçoit l'autorisation d'avoir une « prison plus confortable », avec feu et lumière. En 1607, il envoie au roi un livre entier de prophéties et de fantaisies, mais semble être mort peu de temps après. Dans le mariage, il a laissé une fille et deux fils, dont l'un, Claus Brockenhuus (marié à Emerentze Pedersdatter Baden au château de Fritzøehus à Larvik) deviendra juge du comté de Funen.